# Jerzy Juskowiak
Jerzy Juskowiak (né le 3 mai 1939 à Bojanowo - mort le 10 décembre 1993 à Poznań) est un athlète polonais, spécialiste du sprint.

## Biographie
Aux Championnats d'Europe de 1962, Jerzy Juskowiak se classe 5e sur 100 mètres avec un temps de 10 s 4. Sur 4 × 100 mètres, il remporte la médaille d'argent aux côtés de Andrzej Zielinski, Zbigniew Syka et Marian Foik, derrière le relais d'Allemagne de l'Ouest.

### Palmarès
| Date | Compétition           | Lieu     | Résultat | Épreuve   | Performance |
| ---- | --------------------- | -------- | -------- | --------- | ----------- |
| 1962 | Championnats d'Europe | Belgrade | 5e       | 100 m     | 10 s 4      |
| 1962 | Championnats d'Europe | Belgrade | 2e       | 4 × 100 m | 39 s 5      |

### Records
| Épreuve    | Performance | Lieu | Date |
| ---------- | ----------- | ---- | ---- |
| 100 mètres | 10 s 3      | —    | 1962 |